# TRS-835
TRS-835 je ime za matrični pisač koji je proizvodila hrvatska tvrtka Tvornica računskih strojeva Zagreb u 80-tim godinama 20. stoljeća. 

## Tehnički podaci
- Brzina ispisa: 180 znakova u minuti
- Broj znakova u redku: 132
- Matrica ispisa: 9 x 9
- Veličina znaka: 2,56 x 1,92 mm
- Znakovlje: YU-ASCII, ASCII
- Međuspremnik: 4 kB (274 znakova)
- Međuspojnik: Centronics, RS-232 C, DEC LA-180